# Justicia wardii
Justicia wardii är en akantusväxtart som beskrevs av W. W. Smith. Justicia wardii ingår i släktet Justicia och familjen akantusväxter. Inga underarter finns listade i Catalogue of Life.